# ديفيد ارتيل
ديفيد ارتيل (بالإنجليزية: David Artell)‏ (22 نوفمبر 1980 في المملكة المتحدة - ) هو مدرب كرة قدم ولاعب كرة قدم بريطاني في مركز الدفاع. شارك مع منتخب جبل طارق لكرة القدم. أما مع النوادي، فقد لعب مع بورت فايل وشروزبري تاون ونادي بالا تاون ونادي روذرهام يونايتد ونادي ريكسهام ونادي تشستر سيتي ونادي مانسفيلد تاون ونادي كرو ألكساندرا وPort Talbot Town F.C. ‏ ونادي موركامب ونادي نورثامبتون تاون.

## وصلات خارجية
- ديفيد ارتيل على موقع الاتحاد الأوربي (الإنجليزية)
- ديفيد ارتيل على موقع قاعدة بيانات كرة القدم.إي يو (الإنجليزية)
- ديفيد ارتيل على موقع ناشيونال فوتبول تيمز (الإنجليزية)
- ديفيد ارتيل على موقع Soccerbase.com (لاعب) (الإنجليزية)
- ديفيد ارتيل على موقع Soccerway.com (الإنجليزية)
- ديفيد ارتيل على موقع عالم كرة القدم.نت (الإنجليزية)